# NGC 6533
NGC 6533 — эмиссионная туманность с рассеянным скоплением в созвездии Стрелец.
Этот объект входит в число перечисленных в оригинальной редакции «Нового общего каталога».